# Museu Poeta Pastor Aicart
El Museu Poeta Pastor Aicart està situat a la primera planta de l'Ajuntament de Beneixama. Es tracta d'una sala annexa al Saló de Plens. Conté mobles, quadres, condecoracions, llibres i premis del poeta Pastor. Es pot visitar a les hores d'oficina de l'ajuntament amb cita prèvia.